# Melkzwam
Melkzwammen (Lactarius) vormen een geslacht paddenstoelvormende schimmels in de familie Russulaceae. In België en Nederland zijn melkzwammen veelvuldig aan te treffen, met name in bossen.
Voor het determineren van melkzwammen kan het volgende van belang zijn:
- waardboom
- kleur van de melk
- verkleuring van de melk (nodig bij sommige soorten waarbij de melk wit is)
- smaak van melk (mild, bitter of scherp)
- geur van de melk (voor en na kneuzing)

## Soorten
De soorten in de lijst met een blauw gekleurde naam worden in een apart artikel behandeld.
| Nederlandse naam               | Wetenschappelijke naam    | Voorkomen (NL)               | Waardplant                            |
| ------------------------------ | ------------------------- | ---------------------------- | ------------------------------------- |
| Baardige melkzwam              | Lactarius torminosus      | vrij algemeen                | Berk of beuk                          |
| Beukenmelkzwam                 | Lactarius fluens          | vrij algemeen                | Beuk                                  |
| Bitterzoete melkzwam           | Lactarius subdulcis       | algemeen                     | Beuk                                  |
| Bleke fluweelmelkzwam          | Lactarius azonites        | vrij algemeen                | Eik                                   |
| Bleke melkzwam                 | Lactarius pallidus        | vrij algemeen                | Beuk                                  |
| Bochtige melkzwam              | Lactarius roseozonatus    | verdwenen                    | ?                                     |
| Breedplaatfluweelmelkzwam      | Lactarius romagnesii      | ?                            | ?                                     |
| Citrusmelkzwam                 | Lactarius citriolens      | ?                            | ?                                     |
| Donkere fluweelmelkzwam        | Lactarius fuliginosus     | zeldzaam                     | Eik en beuk                           |
| Donkere watermelkzwam          | Lactarius subumbonatus    | vrij algemeen                | Loofbomen (vooral Eik)                |
| Donkere kokosmelkzwam          | Lactarius mammosus        | vrij algemeen                | Den en spar                           |
| Donzige melkzwam               | Lactarius pubescens       | algemeen                     | Berk                                  |
| Fijngegordelde melkzwam        | Lactarius zonarius        | vrij algemeen                | Eik                                   |
| Forse melkzwam                 | Lactarius trivialis       | vrij algemeen                | Berk en mogelijk den                  |
| Gekartelde fluweelmelkzwam     | Lactarius ruginosus       | zeer zeldzaam                | Oude loofbomen                        |
| Gekroesde melkzwam             | Lactarius acerrimus       | vrij algemeen                | Eik                                   |
| Gele melkzwam                  | Lactarius flavidus        | zeer zeldzaam                | ?                                     |
| Gepeperde melkzwam             | Lactarius piperatus       | zeldzaam                     | Zomereik                              |
| Gewimperde melkzwam            | Lactarius resimus         | zeer zeldzaam                | Berk                                  |
| Gewone vleksteelmelkzwam       | Lactarius scrobiculatus   | onbekend                     | ?                                     |
| Greppelmelkzwam                | Lactarius lacunarum       | vrij algemeen                | Populier, wilg, eik                   |
| Grijsgroene melkzwam           | Lactarius blennius        | algemeen                     | Beuk                                  |
| Groenige elzenmelkzwam         | Lactarius cyathuliformis  | algemeen                     | Els                                   |
| Groenvlekkende melkzwam        | Lactarius glaucescens     | uiterst zeldzaam             | Loofbomen                             |
| Haagbeukmelkzwam               | Lactarius circellatus     | vrij algemeen                | Heukbeuk                              |
| Kaneelkleurige melkzwam        | Lactarius quietus         | algemeen                     | Eik                                   |
| Kleine donsmelkzwam            | Lactarius scoticus        | uiterst zeldzaam             | Berk                                  |
| Kleverige fluweelmelkzwam      | Lactarius acris           | uiterst zeldzaam (verdwenen) | Beuk                                  |
| Kokosmelkzwam                  | Lactarius glyciosmus      | algemeen                     | Berk                                  |
| Kortsteelelzenmelkzwam         | Lactarius cyathuliformis  | zeer zeldzaam                | Els                                   |
| Kruidige melkzwam              | Lactarius camphoratus     | algemeen                     | Eik                                   |
| Leemputmelkzwam                | Lactarius hemicyaneus     | zeer zeldzaam                | ?                                     |
| Levermelkzwam                  | Lactarius hepaticus       | algemeen                     | Den en douglasspar                    |
| Lila melkzwam                  | Lactarius lilacinus       | vrij algemeen                | Els                                   |
| Lorkenmelkzwam                 | Lactarius porninsis       | ?                            | ?                                     |
| Oranje melkzwam                | Lactarius aurantiacus     | vrij algemeen                | Den en kruipwilg                      |
| Peenrode melkzwam              | Lactarius deterrimus      | vrij algemeen                | Spar                                  |
| Pelargoniummelkzwam            | Lactarius decipiens       | vrij algemeen                | Eik                                   |
| Populiermelkzwam               | Lactarius controversus    | algemeen                     | Populier, abeel, kruipwilg            |
| Rimpelende melkzwam            | Lactarius tabidus         | algemeen                     | Loof- en naaldbomen                   |
| Rode kleibosmelkzwam           | Lactarius fulvissimus     | vrij algemeen                | Eik                                   |
| Roodbruine melkzwam            | Lactarius hysginus        | zeldzaam                     | Den                                   |
| Roodgegordelde melkzwam        | Lactarius rubrocinctus    | zeer zeldzaam                | Beuk                                  |
| Roodgrijze melkzwam            | Lactarius vietus          | vrij algemeen                | Berk                                  |
| Rossige melkzwam               | Lactarius rufus           | algemeen                     | Naaldbomen en berk                    |
| Rossige elzenmelkzwam          | Lactarius omphaliformis   | vrij algemeen                | Els                                   |
| Ruige melkzwam                 | Lactarius mairei          | zeer zeldzaam                | Zomereik                              |
| Schaapje                       | Lactarius vellereus       | algemeen                     | Eik (vooral)                          |
| Smakelijke melkzwam            | Lactarius deliciosus      | vrij algemeen                | Den                                   |
| Sombere violetmelkzwam         | Lactarius violascens      | zeer zeldzaam                | Loofbomen                             |
| Vaaggegordelde melkzwam        | Lactarius evosmus         | vrij algemeen                | Populier                              |
| Vaaloranje melkzwam            | Lactarius quieticolor     | vrij algemeen                | Den                                   |
| Vaalrode melkzwam              | Lactarius semisanguifluus | vrij algemeen                | Den                                   |
| Vale violetvlekkende melkzwam  | Lactarius luridus         | zeer zeldzaam                | Loofbomen                             |
| Veenmosmelkzwam                | Lactarius sphagneti       | zeer zeldzaam                | ?                                     |
| Viltige maggizwam              | Lactarius helvus          | algemeen                     | Den, Douglasspar, Berk, Kruipwilg     |
| Violetvlekkende franjemelkzwam | Lactarius repraesentaneus | onbekend                     | ?                                     |
| Violetvlekkende melkzwam       | Lactarius uvidus          | zeer zeldzaam                | Loofboom (o.a. Berk)                  |
| Violetvlekkende moerasmelkzwam | Lactarius aspideus        | vrij algemeen                | Wilg                                  |
| Vissige melkzwam               | Lactarius volemus         | uiterst zeldzaam             | Naald- en loofbomen                   |
| Vleugelspoormelkzwam           | Lactarius pterosporus     | zeer zeldzaam                | Haakbeuk                              |
| Vuurmelkzwam                   | Lactarius pyrogalus       | vrij algemeen                | Hazelaar                              |
| Watermelkzwam                  | Lactarius serifluus       | vrij algemeen                | Eik en beuk                           |
| Wijrode melkzwam               | Lactarius sanguifluus     | zeer zeldzaam                | Pinus                                 |
| Zwartgroene melkzwam           | Lactarius necator         | vrij algemeen                | Berk en naaldbomen (Den, Larik, Spar) |
| Zwavelmelkzwam                 | Lactarius chrysorrheus    | algemeen                     | Loofbomen (eik)                       |